# Hans Tröger
Hans Tröger foi um general alemão durante a Segunda Guerra Mundial. Nasceu em Flauen em 29 de Agosto de 1896, faleceu em 21 de Janeiro de 1982.

## Biografia
Foi um oficial cadete no Exército em 1915 e após passou para Leutnant num batalhão de engenharia em 1916. Após o armistício de 1918, ele continuou a sua carreira no Exército, sendo notável nas tropas panzer.
Em Setembro de 1939, tinha a patente de Major e comandou o Kradschtz.Btl. 3. Tröer foi promovido para Oberst em 1 de Junho de 1941, Generalmajor em 1 de Janeiro de 1943 e Generalleutnant em 1 de Abril de 1944. Durante este período, ele serviu continuamente nas tropas panzer.
Ele comandou o Kradschtz.Btl.64 (25 de Junho de 1940), Schtz.Btl. 64 (20 de Dezembro de 1941), 27ª Divisão Panzer (30 de Novembro de 1942, m.d.F.b.), a escola de tropas panzer (28 de Fevereiro de 1943), 25ª Divisão Panzer (20 de Novembro de 1943) e por último a 13ª Divisão Panzer (25 de Maio de 1944).
Ele foi feito prisioneiro pelos soviéticos em Setembro de 1944 e sentenciado à 15 anos de prisão. Hans tröger foi finalmente libertado em 1955 e veio a falecer em 21 de Janeiro de 1982.

## Condecorações
Foi condecorado com a Cruz de Cavaleiro da Cruz de Ferro (4 de Maio de 1944) e a Cruz Germânica em Ouro (15 de Novembro de 1941).